# Bertrand Traoré
Bertrand Isidore Traoré (Bobo-Dioulasso, 6 de septiembre de 1995) es un futbolista burkinés. Juega como delantero y su equipo es el A. F. C. Ajax de la Eredivisie.

## Selección nacional

### Categorías inferiores

#### Participaciones en categorías inferiores
| Torneo                                | Sede    | Resultado        | Partidos | Goles |
| ------------------------------------- | ------- | ---------------- | -------- | ----- |
| Copa Mundial de Fútbol Sub-17 de 2009 | Nigeria | Octavos de final | 4        | 1     |
| Campeonato Africano Sub-17 de 2011    | Ruanda  | Campeón          | 0+       | 0+    |

### Absoluta

#### Participaciones en Copa Africana de Naciones
| Copa                           | Sede                    | Resultado        | Partidos | Goles |
| ------------------------------ | ----------------------- | ---------------- | -------- | ----- |
| Copa Africana de Naciones 2012 | Gabón Guinea Ecuatorial | Primera fase     | 1        | 0     |
| Copa Africana de Naciones 2015 | Guinea Ecuatorial       | Primera fase     | 3        | 0     |
| Copa Africana de Naciones 2017 | Gabón                   | Tercer puesto    | 6        | 1     |
| Copa Africana de Naciones 2021 | Camerún                 | Cuarto puesto    | 5        | 1     |
| Copa Africana de Naciones 2023 | Costa de Marfil         | Octavos de final | 4        | 3     |

## Estadísticas

### Clubes
| Club                              | Div.          | Temporada     | Liga  | Liga  | Copas nacionales | Copas nacionales | Copas internacionales | Copas internacionales | Total | Total | Media goleadora |
| Club                              | Div.          | Temporada     | Part. | Goles | Part.            | Goles            | Part.                 | Goles                 | Part. | Goles | Media goleadora |
| --------------------------------- | ------------- | ------------- | ----- | ----- | ---------------- | ---------------- | --------------------- | --------------------- | ----- | ----- | --------------- |
| S. B. V. Vitesse · Países Bajos   | 1.ª           | 2013-14       | 15    | 3     | 0                | 0                | —                     | —                     | 15    | 3     | 0.2             |
| S. B. V. Vitesse · Países Bajos   | 1.ª           | 2014-15       | 33    | 14    | 3                | 3                | —                     | —                     | 36    | 17    | 0.47            |
| S. B. V. Vitesse · Países Bajos   | Total club    | Total club    | 48    | 17    | 3                | 3                | 0                     | 0                     | 51    | 20    | 0.39            |
| Chelsea F. C. Inglaterra          | 1.ª           | 2015-16       | 10    | 2     | 4                | 2                | 2                     | 0                     | 16    | 4     | 0.25            |
| Chelsea F. C. Inglaterra          | Total club    | Total club    | 10    | 2     | 4                | 2                | 2                     | 0                     | 16    | 4     | 0.25            |
| Ajax de Ámsterdam · Países Bajos  | 1.ª           | 2016-17       | 24    | 9     | 0                | 0                | 15                    | 4                     | 39    | 13    | 0.33            |
| Olympique Lyon Francia            | 1.ª           | 2017-18       | 31    | 13    | 3                | 1                | 9                     | 4                     | 43    | 18    | 0.42            |
| Olympique Lyon Francia            | 1.ª           | 2018-19       | 34    | 7     | 6                | 3                | 8                     | 1                     | 48    | 11    | 0.23            |
| Olympique Lyon Francia            | 1.ª           | 2019-20       | 23    | 1     | 7                | 2                | 5                     | 1                     | 35    | 4     | 0.11            |
| Olympique Lyon Francia            | Total club    | Total club    | 88    | 21    | 16               | 6                | 22                    | 6                     | 126   | 33    | 0.26            |
| Aston Villa F. C. Inglaterra      | 1.ª           | 2020-21       | 36    | 7     | 2                | 1                | —                     | —                     | 38    | 8     | 0.21            |
| Aston Villa F. C. Inglaterra      | 1.ª           | 2021-22       | 9     | 0     | 1                | 0                | —                     | —                     | 10    | 0     | 0               |
| Estambul Başakşehir F. K. Turquía | 1.ª           | 2022-23       | 12    | 2     | 0                | 0                | 6                     | 1                     | 18    | 3     | 0.17            |
| Estambul Başakşehir F. K. Turquía | Total club    | Total club    | 12    | 2     | 0                | 0                | 6                     | 1                     | 18    | 3     | 0.17            |
| Aston Villa F. C. Inglaterra      | 1.ª           | 2022-23       | 8     | 2     | —                | —                | —                     | —                     | 8     | 2     | 0.25            |
| Aston Villa F. C. Inglaterra      | 1.ª           | 2023-24       | 2     | 0     | 0                | 0                | 4                     | 0                     | 6     | 0     | 0               |
| Aston Villa F. C. Inglaterra      | Total club    | Total club    | 55    | 9     | 3                | 1                | 4                     | 0                     | 62    | 10    | 0.16            |
| Villarreal C. F. · España         | 1.ª           | 2023-24       | 11    | 1     | —                | —                | 0                     | 0                     | 11    | 1     | 0.09            |
| Villarreal C. F. · España         | Total club    | Total club    | 11    | 1     | 0                | 0                | 0                     | 0                     | 11    | 1     | 0.09            |
| Ajax de Ámsterdam · Países Bajos  | 1.ª           | 2024-25       | 32    | 6     | 2                | 0                | 15                    | 4                     | 49    | 10    | 0.2             |
| Ajax de Ámsterdam · Países Bajos  | Total club    | Total club    | 56    | 15    | 2                | 0                | 30                    | 8                     | 88    | 23    | 0.26            |
| Total carrera                     | Total carrera | Total carrera | 280   | 67    | 28               | 12               | 64                    | 15                    | 372   | 94    | 0.25            |

## Palmarés

### Títulos internacionales
| Título                     | Club (*)            | País   | Año  |
| -------------------------- | ------------------- | ------ | ---- |
| Campeonato Africano Sub-17 | Burkina Faso sub-17 | Ruanda | 2011 |

(*) Incluyendo la selección.